# Iron Man (série de televisão)
Iron Man (em Portugal: O Iron Man, no Brasil: Homem de Ferro) é um desenho animado baseado no Homem de Ferro, personagem da Marvel Comics. Embora apenas uma duração de duas temporadas, o Homem de Ferro foi objeto de uma reformulação profunda entre as estações quando seu estúdio de produção foi mudado. O resultado foi uma maciça mudança de premissa, tom e abordagem geral, que deixou as estações díspares dificilmente reconhecível como duas metades da mesma série, indo ao ar de 1994 a 1996 como parte integrante da programação The Marvel Action Hour do canal Fox Kids (atual Disney XD). Em Portugal a série estreou na SIC no programa do Buréré.

## Sinopse
Na primeira temporada do Homem de Ferro, o bilionário industrial Tony Stark enfrenta as forças do mal do Mandarim, como o super-herói blindado. Em seus esforços do mal para roubar a tecnologia de Stark e a armadura do Homem de Ferro, o Mandarim levou um grupo de bandidos (composto por Cavaleiro do Medo, Nevasca, Chicote Negro, Tufão, Hypnotia e Gárgula Cinzento) quando se trata de combater o herói e sua equipe. Para combater esses vilões, o Homem de Ferro teve a ajuda de sua própria equipe (com base na Force Works, uma equipe vigente em quadrinhos, que desde então desapareceu na obscuridade), incluindo o Século, Máquina de Combate, Feiticeira Escarlate, Gavião Arqueiro e Mulher Aranha (substitui Pepper Potts). Em cada temporada, o herói teve versões em sua armadura e no próprio Tony Stark. Então, na 2º temporada, não só o herói como todos tiveram novas versões, além de uma imagen melhor que a anterior. A história não era mais centrada no Mandarim, cujos anéis foram dispersos e cujo poder tinha sido esgotado. Enquanto o vilão que aparece nesses episódios, suas aparições foram reduzidos a aparições na cliffhangers no final da história, enquanto ele tentava recuperar cada anel.

## Personagens

### Heróis
Homem de Ferro/Tony Stark: Tony desta vez teve sua história um pouco diferente (como ele e Yinsen são raptados não por Wong Chu, mas pelo Mandarim que lhe deixou paraplégico). Criou sua própria equipe, bem mais esperto, possui várias versões de armaduras, também um veículo cibernético chamado Virgin.
Mulher Aranha/Julia Carpenter: Julia Carpenter é a Mulher Aranha, membro da equipe do Homem de Ferro e futura noiva de Tony. Namora Tony, substituindo Pepper Potts, ele usa seus poderes aracnídeos na luta contra Mandarim e seus lacaios.
Máquina de Combate/James Rhodes: James Rhodes, melhor amigo de Tony, aparece pela primeira vez nos desenhos junto de sua armadura Máquina de Combate. Foi um dos membros principais da equipe do Homem de Ferro, ajudando-o muitas vezes, junto de sua nova namorada Julia Carpenter.
Feiticeira Escarlate e Gavião Arqueiro: A Feiticeira Escarlate e o Gavião Arqueiro são outros membros do grupo de Tony. Clint Barton (que era seu inimigo) agora faz parte do bem, enquanto a feiticeira possui desta vez um cabelo muito menor.
Século: Século é um viajante temporal, que como a Feiticeira Escarlate, também controla a magia. É um ser alienígena muito amigo de Tony que era um membro da Força Tarefa, o grupo do invencível Homem de Ferro.

### Vilões
Mandarim e Justin Hammer: O vilão Mandarim usa seus esforços do mal para roubar a tecnologia de Tony e a armadura do Homem de Ferro, mas fracassa; Ele faz aliança com Justin Hammer, um grande rival das Indústrias Stark.
Modok e Cavaleiro do Medo: Modok é um ser que deseja ser humano e então torna-se sub-líder da legião do Mandarim, e seu melhor assecla; Já o Cavaleiro do Medo e seu cavalo são um dos mais misteriosos lacaios do Mandarim.
Hypnotia e Nevasca: Hypnotia, como nome já diz, hipnotiza seu inimigos (mesmo sendo apaixonada por Tony); Enquanto o gelado Nevasca disputa com seus amigos pelo amor dela.
Tufão e Gárgula Cinzento: Tufão ou Furacão é um dos capangas do Mandarim, que usa poderes relacionados ao vento; Já o Gárgula Cinzento na hora de combater o Homem de Ferro e sua equipe, acaba acidentalmente com seus poderes.
Homem Laser e Chicote Negro: Mesmo tendo aparecido poucas vezes na série, Homem Laser é um dos servos do Mandarim, e usa seus elétricos poderes para matar Tony ; Sendo um dos fieis lacaios do Mandarim, Chicote Negro é inimigo do Homem de Ferro, tanto de seu próprio companheiro Cavaleiro do Medo (rival).

## Guia de Episódios

### Primeira Temporada (1994-1995)
| Episódio | Título (BR)                                            | Título (Original)                            | Sinopse |
| -------- | ------------------------------------------------------ | -------------------------------------------- | --- |
| 1        | "O Mar Soltará seus Mortos"                            | "And the Sea Shall Give Up its Dead"         | O Mandarim planta um estranho aparelho em um submarino russo, criando um exército de zumbis invencíveis que com eles planeja se infiltrar e dominar o arsenal de Tony Stark.                                                                            |
| 2        | "Ultimo o Exterminador"                                | "Rejoice! I Am Ultimo, Thy Deliverer"        | O Mandarim e MODOK encontram um jeito de trazer um robô gigante de origem alienígena, com uma missão desconhecida a cumprir. |
| 3        | "Data de Entrada Caos de Saída"                        | "Data In, Chaos Out"                         | O Mandarim rouba um satélite com reprogama militar de comunicação de Tony, fazendo dele um culpado!. |
| 4        | "Silêncio meu Companheiro, meu Destino Morre"          | "Silence My Companion, Death My Destination" | Tanque controla Stark e suas indústrias de Guardiam, após Mandarim recrutar Elastica e sequestrar Julia Carpenter. |
| 5        | "Ceifador usa casaco!"                                 | "The Grim Reaper Wears a Teflon Coat"        | Quando Tony está prestes a entregar o Ceifador, um avião bombardeiro indestrutível e indetectável usa suas forças para soltá-lo para o Mandarim. |
| 6        | "Sem Inimigo do Inimigo de Dentro!"                    | "Enemy Without, Enemy Within"                | Os lacaios do Mandarim roubam uma pessoa e a equipe de Tony deve salvá-la, mas MODOK está preocupado com sua segurança porque ela já foi sua esposa. |
| 7        | "A Origem do Mandarim"                                 | "Origin of the Mandarin"                     | O Mandarim "acidentalmente" perdeu seu diário de gravação especial que é achado pela equipe do Homem de Ferro, que veem o passado do vilão. |
| 8        | "A deserção de Gavião Arqueiro"                        | "The Defection of Hawkeye"                   | Gavião Arqueiro é acusado de ter traído o Homem de Ferro pelo Mandarim, e ele alega ser inocente, mas tem que reconquistar a confiança de Tony. |
| 9 e 10   | "Homem de Ferro para a Segunda Potência, Partes 1 e 2" | "Iron Man to the Second Power PTs 1 and 2"   | Um clone do Homem de Ferro é criado por MODOK, e cabe a equipe de Tony salvar o dia. O Homem de Ferro verdadeiro se encontra-se em uma batalha contra seu clone, sendo também capaz de derrotar o poder combinado do Homem Laser e do Gárgula Cinzento. |
| 11 e 12  | "A Origem do Homem de Ferro, Partes 1 e 2"             | "The Origin of Iron Man PTs 1 and 2"         | Homem de Ferro cai numa armadilha de Mandarim e Fin Fang Foom no ártico, e sem poderes, Stark lembra de como ele criou sua armadura invencível (com algumas alterações a partir de Tales of Suspense # 39).                                             |
| 13       | "O Casamento do Homem de Ferro"                        | "The Wedding of Iron Man"                    | Durante o casamento de Julia e Tony, o Mandarim e Justin Hammer reviram seus confrontos recentes contra o Homem de Ferro, e como resultado, eles finalmente descobrem que Tony Stark é o Homem de Ferro.                                                |

### Segunda Temporada (1995-1996)
| Episódio | Título (BR)                          | Título (Original)               | Sinopse |
| -------- | ------------------------------------ | ------------------------------- | --- |
| 14       | "A Besta de Dentro"                  | "The Beast Within"              | Os lacaios de Mandarim "matam" Tony (que fica vivo depois), enquanto o vilão enfrenta Fin Fang Foom e seus irmãos. Durante a batalha, Homem de Ferro junta-se ao Mandarim para parar os dragões, mas os anéis do vilão acabam se espalhando pelo mundo todo, e a Força Tarefa se desfaz por causa disso.                                                                                             |
| 15       | "Fogo e Chuva"                       | "Fire and Rain"                 | Rhodes fica com trauma de água, enquanto o vilão Tição destrói uma grande barragem hidroelétrica, colocando em risco a cidade, pois seu pai foi morto nas Indústrias Stark. Enquanto isso, o Mandarim recupera um anél no saara. |
| 16       | "Célula de Ferro"                    | "Cell of Iron"                  | Homem de Ferro descobre uma misteriosa estação espacial chamado Bem Star, guardado pelo feroz Senturião, e juntos impedem a estação gigante de cair em Nova-Iorque. Enquanto isso, novamente o Mandarim vai em busca de seus anéis desta vez na neve. |
| 17       | "Paternidade não Muito Longe "       | "Not Far From the Tree"         | O Pai de Tony o traí para I.M. A em troca da liberação de um agente soviético (Dínamo Escarlate), para ajudar a ser infiltrar nas Indústrias Stark. Enquanto isso, novamente o Mandarim pega um anél desta vez na África. |
| 18       | "Beleza não conhece Dor"             | "Beauty Knows No Pain"          | Um desmoronamento acontece no subterrâneo do Cairo, Egito, provocado pela vilã Madame Máscara que enfrenta o Homem de Ferro. Enquanto isso, o Mandarim recupera outro anél desta vez usando um lacaio. |
| 19       | "Homem de Ferro no Interior"         | "Iron Man, On the Inside"       | Gavião Arqueiro retorna para limpar seu armário, mas é ferido numa batalha contra Último. então o Homem de Ferro encolhe até o tamanho molecular, a fim de implantar um chip de vida na coluna Gavião Arqueiro. Enquanto isso, o Mandarim rouba o seu anél de um leilão. |
| 20       | "Fronteiras Longinquas"              | "Distant Boundaries"            | O vilão Égide Negro ataca um misterioso e tóxico planeta chamado Elíseos, então o Homem de Ferro e Máquina de Combate vão até lá, mas no caminho eles encontram um perigoso clandestino, o Homem de Titânio (que os salva no final). Enquanto isso, o Mandarim recupera outro anél que foi achado por três garotos.                                                                                  |
| 21 e 22  | "Guerra de Armaduras, Partes 1 e 2"  | "Armor Wars PTs 1 and 2"        | Tony descobre que sua tecnologia e o segredo de sua armadura contribuíram para um fazamento. Rhodey, Julia e até Nick Fury tentam acalmá-lo, mas entindo-se responsável, Tony acaba com todos os vilões com sua tecnologia (Controlador, Homem-Perna de Pau, Besouro, e até Gavião Arqueiro), e derrota o líder deles, um robô comandado por Justin Hammer.                                          |
| 23       | "Autorizado"                         | "Empowered"                     | Modok recupera o penúltimo anél do Mandarim, mas o vilão retorna e o autoriza a ver o que aconteceu desde de que ele perdeu seus anéis no episódio 14. Homem de Ferro vai até o esconderijo deles nas montanhas, mas ele acaba caindo numa armadilha, porém o Mandarim espera até achar o último anél.                                                                                               |
| 24       | "HulkBuster"                         | "HulkBuster"                    | Bruce Banner ajuda o Homem de Ferro a achar antes do Mandarim um dos o último anél que falta no deserto(que reage negativamente criando brechas no tempo), mas o Líder o rouba. Numa tentativa de pegarem de volta o anel, surge o Hulk, que batalha contra o herói, e o mesmo impede os planos do Líder. No final, o Mandarim finalmente recupera o último anél de todos.                           |
| 25 e 26  | "Nas Mãos do Mandarim, Partes 1 e 2" | "Hands of Mandarim PTs 1 and 2" | Com seus dez anéis, o Mandarim produz uma névoa que desliga toda energia de Nova Iorque, como plano da sua última batalha contra o Homem de Ferro. Máquina de Guerra reúne toda a Força Tarefa novamente e juntos vão até o esconderijo do vilão. Era tudo uma armadilha, mas usando a "Suprema Armadura", o Mandarim é derrotado de uma vez por todas, e a série acaba com o beijo de Julia e Tony. |